# Ronald Garan
Ronald John Garan også kaldet "Ron Garan" (født 30. oktober 1961 Yonkers, New York) er NASA astronaut og har fløjet en rumfærge-mission.
Han har tidligere opholdt sig i 2 uger i et undervandslaboratorium NEEMO i 2006, der minder om forholdene om bord på en rumstation.
Ronald Garan var 2. missionsspecialist på NASA missionen STS-124 hvor han udførte tre rumvandringer.